# Elias Petri Fornelius
Elias Petri Fornelius, född i Fornåsa församling, död 28 maj 1682 i Gryts församling, Östergötlands län, var domkyrkoorganist i Linköpings församling mellan 1661 och 1668. Han var även musiklärare 1665–1668 vid Linköpings gymnasium. Han var farbror till Lars Fornelius.

## Biografi
Fornelius föddes i Fornåsa församling. Han var son till Per Nilsson på Hycklinge. Fornelius blev lärare vid Linköpings trivialskola 1659 och rektoro cantus vid Katedralskolan, Linköping. År 1661 blev han domkyrkoorganist i Linköpings församling. Fornelius prästvigdes 10 april 1666 och blev 5 juli 1668 kyrkoherde i Gryts församling. Han avled 182 i Gryts församling.

### Familj
Fornelius gifte sig 1668 med Sara Pihl (död 1700). Hon var dotter till kyrkoherden Benedictus Johannis och Karin Jonsdotter i Skedevi församling. Sara Pihl var änka efter kyrkoherden Johannes Haurelius i Gryts församling. Fornelius och Pihl fick tillsammans barnen Anna Fornelius som var gift med komministern A. Haurelius i Gryts församling och Margareta Fornelius (död 1700).